# Antonius Mathijsen
Antonius Mathijsen (Budel, 4 november 1805 – Hamont, 15 juni 1878) was een Nederlands militair geneeskundige die internationaal vermaard werd om de uitvinding van het gipsverband.

## Leven
Antonius Mathijsen was de zoon van een chirurgijn. Hij doorliep de Latijnse school in Weert en studeerde daarna voor arts aan de Militair-Geneeskundige School in Utrecht. Vanaf 1828 deed Mathijsen dienst als Officier van gezondheid derde klasse bij het Nederlandse leger. In 1831 nam hij deel aan de Tiendaagse Veldtocht. In 1837 promoveerde hij in Gießen (Duitsland) in de genees-, heel- en vroedkunde. Als militair arts deed hij dienst in o.a. Utrecht, Zutphen, Venlo, Haarlem, 's-Hertogenbosch, Vlissingen en Breda. Lid der geneeskundige genootschappen te Amsterdam, Hoorn, Utrecht, Brussel, Bonn, Halle, Wenen, Neufchâtel en Zurich.
Hij stierf in 1878 op 72-jarige leeftijd in de Belgische plaats Hamont.

## Uitvinding gipsverband
In het militair hospitaal van Haarlem bedacht Mathijsen in 1851 dat een verband doordrenkt met gipspoeder en water binnen enkele minuten uithardt en zo een goede stabilisatie van de botbreuk bewerkstelligt. Hij publiceerde zijn vinding een jaar later: Nieuwe wijze van aanwending van het gips-verband bij beenbreuken. Eene bijdrage tot de militaire chirurgie.

## Eerbewijzen

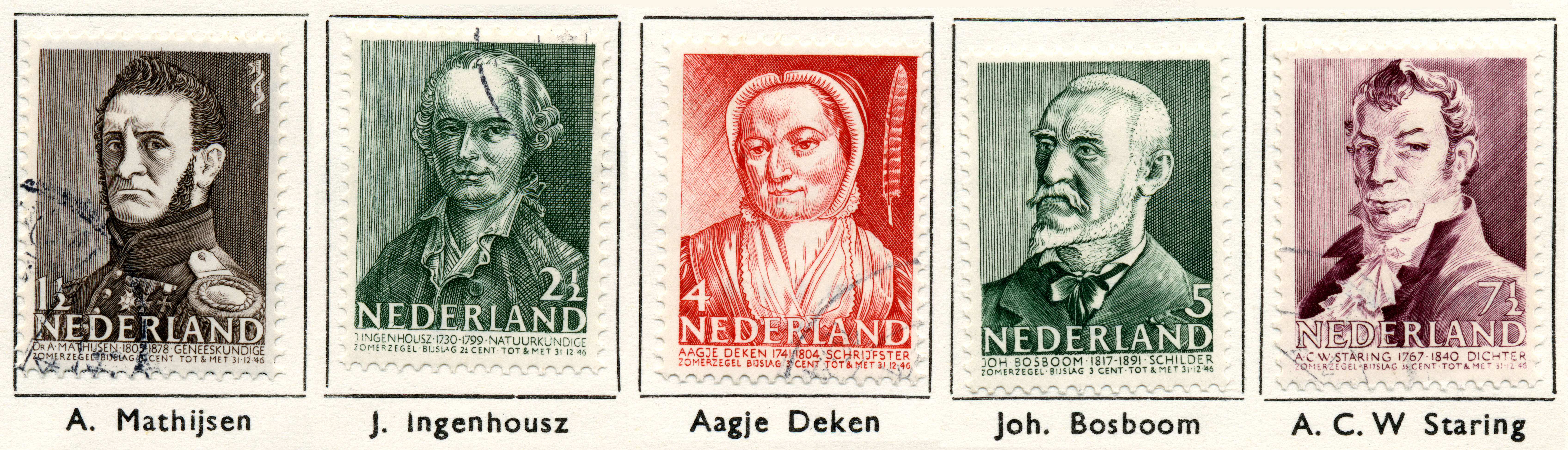
Antonius Mathijsen op de zomerzegels van 1941

Tijdens zijn leven ontving Mathijsen vele internationale eerbewijzen voor zijn uitvinding. In eigen land werd hij onder andere benoemd in 1853 tot ridder in de Orde van de Eikenkroon (in 1847 was hij reeds benoemd tot ridder in de Orde van de Nederlandse Leeuw) en ontving hij na pensionering per Koninklijk Besluit de rang van Luitenant-kolonel (officier van gezondheid eerste klasse) en een speciaal pensioen. Niet lang voor zijn dood werd in 1876 een gouden medaille tijdens de wereldtentoonstelling in Philadelphia toegekend.
In  zowel Budel als Hamont zijn de sporen van Mathijsen nog zichtbaar. Hij kreeg een grafmonument naast de kerk in Hamont. Budel kent sinds 1946 het Dr. Antonius Mathijsen-monument.
Het Militair Hospitaal in Utrecht droeg lange tijd zijn naam: vanaf 1964 heette dat Militair Hospitaal Dr. A. Mathijsen (ook wel bekend als MHAM), totdat het in 1991 fuseerde met het Marinehospitaal van Overveen tot het Centraal Militair Hospitaal (CMH) in Utrecht.